# Copywriting
Copywriting jest to sztuka tworzenia tekstów, których głównym celem jest przyciągnięcie uwagi odbiorcy i skłonienie go do podjęcia określonej akcji. Teksty copywriterskie mogą przyjmować różne formy – od krótkich sloganów reklamowych, przez opisy produktów i usług, aż po treści do mediów społecznościowych, newslettery czy strony internetowe. Kluczową cechą dobrego copywritingu jest umiejętność połączenia kreatywności z precyzyjnym przekazem marketingowym – tekst nie tylko informuje, ale również angażuje i perswaduje, budując pozytywny wizerunek marki oraz zaufanie odbiorców.
Współczesny copywriting to także strategiczne planowanie treści w ramach większych kampanii marketingowych. Copywriter nie działa w oderwaniu od odbiorcy – analizuje potrzeby i preferencje grupy docelowej, dopasowuje język, ton i styl komunikacji do charakteru marki oraz medium, w którym tekst zostanie opublikowany. Dzięki temu treści stają się bardziej skuteczne, a marka może wyróżnić się w zatłoczonej przestrzeni cyfrowej. Copywriting to zatem nie tylko pisanie – to także projektowanie doświadczenia odbiorcy i budowanie długotrwałej relacji z klientem poprzez słowo.

## Powstanie copywritingu
Pierwszym w historii pełnoetatowym copywriterem był John Emory Powers, a było to jeszcze w XIX wieku. Jednak za „ojca reklamy” i jednocześnie „ojca copywritingu” uznaje się Davida Ogilvy, który w roku 1948 założył agencję reklamową skupioną na dostarczaniu treści reklamowych bazujących na elementach psychologii sprzedaży.

## Znaczenie copywritingu w przemyśle reklamowym
Copywriting to etap kreatywny w tworzeniu reklamy. W jego efekcie powstają między innymi scenariusze spotów telewizyjnych, radiowych, kreacji internetowych (jak np. bannery) oraz treści dla stron internetowych, broszur reklamowych, ulotek itd. Idea copywritingu zakłada, że copywriter zna, rozumie i umie stosować techniki sprzedaży oraz techniki webwritingu.

## Rodzaje copywritingu
- Copywriting reklamowy – tworzenie treści przyciągających uwagę w reklamach, mających nakłonić odbiorcę do działania.
- Copywriting marketingowy – pisanie treści promujących produkty lub usługi, np. strony sprzedażowe, e-maile, artykuły content marketingowe.
- Copywriting SEO – optymalizacja treści pod kątem wyszukiwarek, z użyciem słów kluczowych i wartościowych informacji dla czytelników.
- Copywriting w odpowiedzi bezpośredniej – tworzenie tekstów nakłaniających do natychmiastowego działania, np. zakup, zapis do newslettera.
- Copywriting techniczny – pisanie jasnych i precyzyjnych instrukcji lub dokumentacji wyjaśniającej złożone zagadnienia.
- Copywriting w mediach społecznościowych – krótkie, angażujące treści dopasowane do platform takich jak Facebook, Instagram czy Twitter.
- Kreatywny copywriting – innowacyjny i emocjonalny język, który wyróżnia markę i zapada w pamięć odbiorców.
- Copywriting B2B – treści skierowane do firm, pokazujące produkty lub usługi jako rozwiązania ich potrzeb i problemów.
- Copywriting B2C – treści skierowane do konsumentów indywidualnych, odpowiadające na ich potrzeby i pragnienia.
- Copywriting UX – teksty poprawiające doświadczenie użytkownika w aplikacjach, na stronach i produktach cyfrowych.